# Nephon Kausokalybites
Nephon Kausokalybites (griechisch Νήφων Καυσοκαλυβίτης; † 1411) war ein griechisch-orthodoxer Mönch und Asket. Er war Protos auf dem Berg Athos 1345. Nephon wird in der griechisch-orthodoxen Kirche als Heiliger verehrt. Gedenktag ist der 14. Juni.

## Leben
Nephon wurde in Lukovë, in der Region Sarandë im Despotat Epirus (heute Albanien) geboren. In jungen Jahren trat er ins Kloster Geromerion bei Filiates ein. Dort wurde er Hesychast. Bald darauf wechselte er ins nahe gelegene Nikolaos-Klosters in Mesopotamon. Dort wurde er Mönch.
Später (nach 1335?) ging er in die Mönchsrepublik Athos. Dort widmete er sich einem Leben als Asket. 1345 wurde er als Vorsteher (Protos) des Berges Athos der Häresie des Bogomilismus bezichtigt. Hintergrund war offensichtlich ein Machtkampf um die Herrschaft auf Athos. Der serbische Zar Stefan Dušan beherrschte in dieser Zeit das Gebiet. Gregor Palamas setzte sich für Nephon ein. Trotzdem wurde er 1347/48 seines Amtes als Protos enthoben. Nachfolger wurde der serbische Mönch Antonius.
Zwischen 1355 und 1363 wurde er erneut der Häresie angeklagt. Patriarch Kallistos I. von Konstantinopel verteidigte ihn. Nephon lebte seitdem wieder als Hesychast. Er starb 1411.

## Werke
Nephon war Autor der ersten Biographie des Maximos Kausokalybites, seines geistlichen Lehrers.